# Alvin Toffler
Alvin Toffler (Nova York, 4 d'octubre de 1928 - Bel-Air, Los Angeles, 27 de juny de 2016) fou un escriptor famós per les seves teories sobre el futur referides a la revolució tecnològica i les seves conseqüències, després d'haver treballat a les principals empreses del sector i a la universitat.
Va afirmar que la història ha viscut tres onades o grans revolucions: a la primera l'home es va fer sedentari, la segona coincideix amb la revolució industrial i la tercera és l'actual. Aquesta es caracteritza per l'excessiva informació a l'abast, els diferents models alternatius de vida en una mateixa comunitat i la globalització creixent, que s'expandirà en un futur a l'espai.
Va alertar contra una creixent especialització que deixi de banda els aspectes emocionals, bàsics per a la cohesió social i afirma que el repte més punyent de la societat postindustrial és l'aprenentatge continuat.
Algunes obres destacades:
- Future Shock (1970)
- The Third Wave (1980)
- The Adaptive Corporation (1985)
- Revolutionary Wealth (2006)